# Tropiduchus sobrinus
Tropiduchus sobrinus är en insektsart som beskrevs av Stsl 1854. Tropiduchus sobrinus ingår i släktet Tropiduchus och familjen Tropiduchidae. Inga underarter finns listade i Catalogue of Life.